# Морганатичний шлюб
Морганати́чний шлюб (слово «морганатичний» неясного походження, за однією з версій від нім. Morgengabe — ранковий подарунок чоловіка дружині) — такий шлюб між людьми нерівного становища, за якого чоловік або дружина нижчого положення не отримує в результаті шлюбу такого ж високого соціального положення. Морганатичний шлюб є частковим випадком мезальянсу.

## Історія
Поняття морганатичного шлюбу з'явилося в законодавстві німецькомовних країн та Російській імперії на межі XVIII і XIX століть з метою уникнення шлюбів членів царських домів із їхніми власними підданими. Монархи та члени їхніх родин мали укладати шлюби винятково з рівнорідними особами, в іншому разі вони втрачали право на спадкування престолу. Поняття «рівнорідності» багато в чому було фікцією: рівнорідними визнавались не тільки члени династій, які нині правлять, але і представники численних німецьких родів князівського й навіть графського звання, медіатизованих під час розпуску Священної Римської імперії 1806 року. Рівнорідність нащадків правителів інших повалених держав — чи то герцоги Курляндські, царі Грузії чи кримські хани — була під питанням.
Суворість заборон на морганатичні мезальянси значно варіювалася від країни до країни, а у Франції та Великій Британії поняття морганатичного шлюбу взагалі не було відоме (хоча британський король Едуард VIII віддав перевагу зреченню престолу після скандального шлюбу із двічі розлученою американкою Волліс Сімпсон). Навіть у Німеччині в разі необхідності про заборону на морганатичні союзи могли «забути»: так, престол великого герцогства Баденського упродовж кількох десятиліть посідав Леопольд I, матір'ю якого була звичайна баронеса. Якщо морганатичний союз був санкціонований чинним монархом, то нерівнорідному, як правило, надавався гідний титул (світлішого князя, графа тощо), який спадкували і народжені в шлюбі діти. Однак є приклад, коли король і не відрікався від престолу. Це, наприклад, Людовик XIV і графиня де Ментенон.
До початку XX століття в Німеччині сформувалось коло морганатичних нащадків монархів та членів їхніх родин, представники якого іноді укладали шлюби між собою, а іноді — і з коронованими особами (у тих країнах, де морганатичні союзи не були заборонені). Так, Вікторія Євгенія Баттенберзька (з роду Баттенбергів, морганатичної гілки Гессенського дому) вступила в шлюб з іспанським королем Альфонсом XIII і стала королевою, а Марія Текська (з морганатичної Текської гілки Вюртемберзького дому) — з британським королем Георгом V. Інші відомі морганатичні родини — Гогенберги (нащадки австрійського спадкоємця престолу Франца Фердинанда та Софії Хотек) і Меренберги (походять від шлюбу Ніколая Вільгельма Нассауського з Н. О. Пушкіною-Дубельт).

## Наші часи
У сучасній Європі закони, що колись регулювали морганатичні шлюби, скасовано. Спадкоємці престолу Іспанії, Великої Британії, Нідерландів, Монако, Данії та Норвегії одружені з особами некоролівського походження, тим не менше їхні діти будуть спадкувати престол. Найбільш значуща країна, яка зберігає таке законодавство — Швеція (при цьому обмеження не поширюються на чинного короля).
Утім, такі закони було скасовано не лише в Європі. Так, наприклад, дружина короля Йорданії також є особою некоролівського походження.
Рідкісним прикладом сучасного морганатичного шлюбу є весілля японської принцеси Саяко, яка 2005 року одружилася з «простолюдином» Йосікі Куроду. У результаті Саяко втратила титул принцеси.